# Papyruskanarie
De papyruskanarie (Crithagra koliensis; synoniem: Serinus koliensis) is een zangvogel uit de familie Fringillidae (vinkachtigen).

## Verspreiding en leefgebied
Deze soort komt voor in de papyrusmoerassen van oostelijk Congo-Kinshasa, Oeganda, Rwanda, westelijk Kenia en Tanzania.